# Каммон (тоннель)
Каммон (яп. 関門鉄道トンネル Каммон тэцудо: тоннэру) — первый тоннель в Японии, проложенный под морским дном. Тоннель проходит под одноимённым проливом, разделяющим острова Хонсю и Кюсю.
Строительство железнодорожного тоннеля началось в 1936 году, запущен в эксплуатацию тоннель был в 1942 году. В тоннеле используется узкоколейная железнодорожная линия с колеёй 1,067 м.
Автомобильный тоннель протяжённостью 3461 метр (из которых 780 м проходят под морским дном) был открыт в 1958 году.